# 1786 en arts plastiques
| Années des arts plastiques : 1783 - 1784 - 1785 - 1786 - 1787 - 1788 - 1789    |
| Décennies des arts plastiques : 1750 - 1760 - 1770 - 1780 - 1790 - 1800 - 1810 |

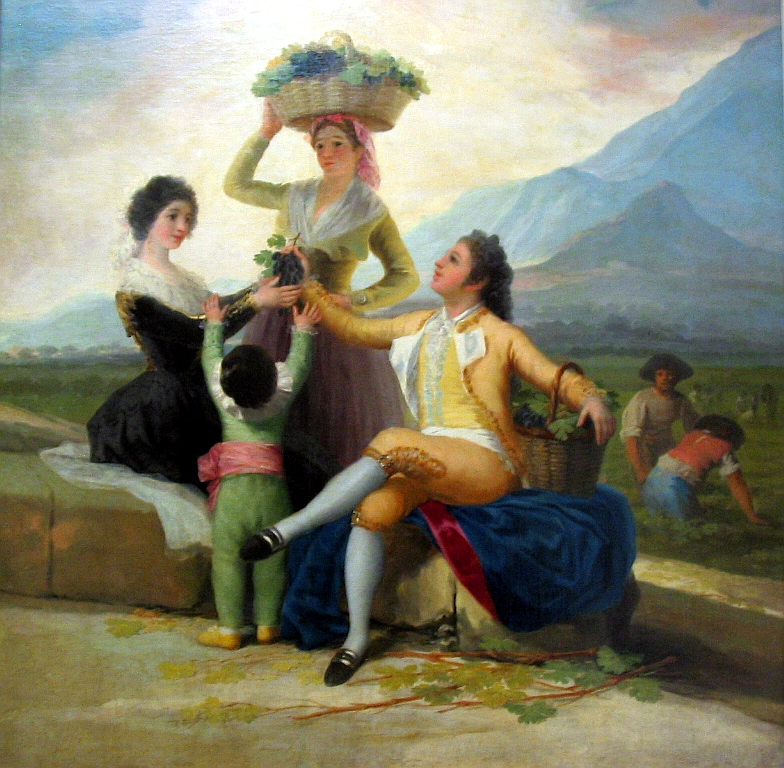
L'Automne ou les Vendanges (1786-1787), de Francisco Goya..

Cette page concerne l'année 1786 en arts plastiques.

## Œuvres
- 1786-1787 : Cinquième série des Cartons pour tapisserie de Francisco de Goya :
  - Las Floreras
  - La Era
  - La Vendimia
  - La Nevada
  - Le Maçon blessé
  - Les Pauvres à la fontaine
  - Enfant montant un mouton
  - Enfants avec des chiens
  - Chasseur à une source
  - Pastor tocando la dulzaina
  - Combat de chats
  - Pájaros volando
  - La Marica en un árbol

- 1786-1787 : Tableaux pour la promenade des ducs d'Osuna (huiles sur toile) de Francisco de Goya :
  - Le Mât de cocagne
  - La Balançoire
  - La Chute
  - L'Attaque de la diligence
  - Procession de village
  - La Conduite d'une charrue
  - Apartado de toros

## Naissances
- 1er janvier : Philippe-Jacques van Bree, peintre belge († 16 février 1871),
- 15 janvier : Jean Alaux, peintre français († 2 mars 1864),
- 6 mars : Moïse Jacobber, peintre français d'origine allemande († 17 juillet 1863),
- 3 juin : William Hilton, peintre anglais († 30 décembre 1839),
- 8 octobre : Thomas Degeorge, peintre français († 21 novembre 1854),
- 15 octobre : Jean-Baptiste Vermay, peintre, scénographe et architecte français († 30 mars 1833),
- 17 octobre : François-Édouard Picot, peintre néoclassique français († 15 mars 1868),
- 13 décembre : Jean-Michel Mercier, peintre français († 1874),
- Date précise inconnue :
  - Georgije Bakalović, peintre serbe († 13 avril 1843),
  - Peter Dobrokhotov, graveur lapidaire et glyticien russe († 1836),
  - Samuel Lacey, graveur britannique († 1859),
  - Seigai Sakumura, peintre japonais († 1851),
  - Eugénie Servières, peintre française († 20 mars 1855).

## Décès
- 23 avril : Alexander Cozens, peintre aquarelliste britannique (° 1717),
- 4 mai : Johann Kaspar Füssli, peintre entomologiste et libraire suisse (° 9 mars 1743),
- 27 juin : Elisabeth Palm, peintre et graveuse suédoise (° 27 juillet 1756),
- 17 octobre : Johann Ludwig Aberli, peintre et graveur suisse (° 14 novembre 1723).